# 그리스도 부활 총대주교 대성당

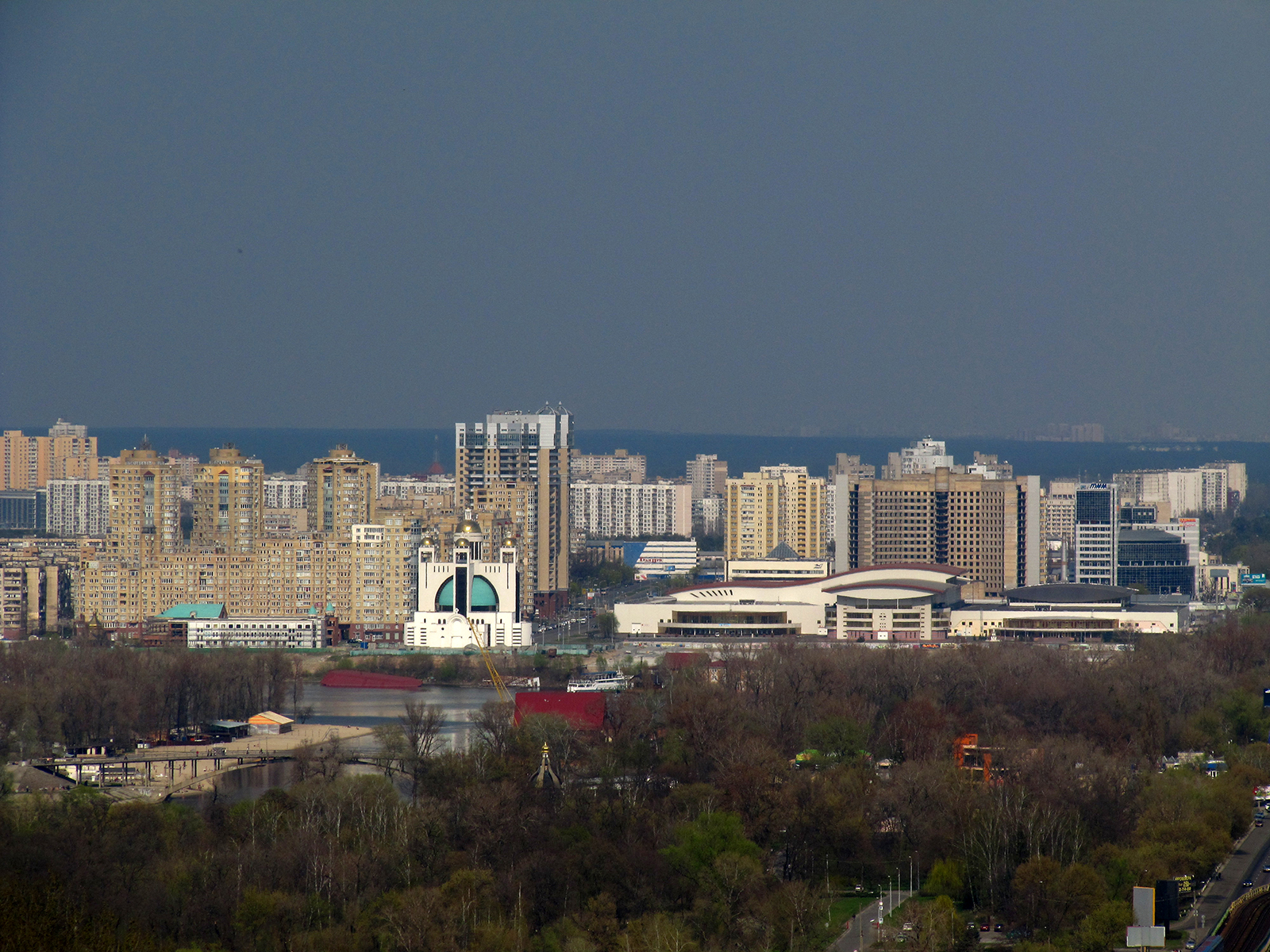

그리스도 부활 총대주교 성당(우크라이나어: Патріарший Собор Воскресіння Христового)은 우크라이나 키이우에 위치한 로마 가톨릭교회 대성당이다. 2011년 3월 27일에 준공되었으며 드네프르강 좌안에 위치한다.